# Moshaweng
Moshaweng è un villaggio del Botswana situato nel distretto di Kweneng, sottodistretto di Kweneng West. Il villaggio, secondo il censimento del 2011, conta 1.222 abitanti.

## Località
Nel territorio del villaggio sono presenti le seguenti 37 località:
- Basarwa di 36 abitanti,
- Digwagwa di 17 abitanti,
- Dikhudu di 24 abitanti,
- Dilegase,
- Dinonyane di 10 abitanti,
- Dithwane di 4 abitanti,
- Gamorate di 36 abitanti,
- Gaponto di 7 abitanti,
- Kakane di 34 abitanti,
- Kgopoketsone di 2 abitanti,
- Leowang di 44 abitanti,
- Mamoagi di 348 abitanti,
- Masweabasadi di 119 abitanti,
- Matebele di 23 abitanti,
- Matsaunyane,
- Mmamosadipitse di 62 abitanti,
- Mmankgodi di 79 abitanti,
- Mokawane di 25 abitanti,
- Moshaweng Lands di 161 abitanti,
- Motale di 14 abitanti,
- Nakaditholo di 23 abitanti,
- Peyanamarago di 26 abitanti,
- Phokoje di 59 abitanti,
- Ramaru di 32 abitanti,
- Rathini di 25 abitanti,
- Rebakwena di 12 abitanti,
- Sebisanare di 32 abitanti,
- Seletse di 84 abitanti,
- Setholwe di 86 abitanti,
- Taunyana di 14 abitanti,
- Tlhokwalatsela di 36 abitanti,
- Tlolamolelo,
- Tshabutshabu di 29 abitanti,
- Tshabutshabu lands di 6 abitanti,
- Tshamakwe di 141 abitanti,
- Tsimane di 74 abitanti,
- Tsime di 27 abitanti